# Nema zemlje za starce (2007.)
Nema zemlje za starce (No Country for Old Men) je film Joela i Ethana Coena s Tommyjem Lee Jonesom, Joshom Brolinom i Javierom Bardemom snimljen prema istoimenom romanu Cormaca McCarthyja. Govori o propalom poslu s drogom nakon kojeg slijedi igra mačke i miša između trojice muškaraca koji se međusobno presreću u pustinjskom krajoliku zapadnog Teksasa u osamdesetim godinama.
Film je iznimno hvaljen od kritike. Roger Ebert iz Chicago Sun-Timesa ga je nazvao "najboljim filmom kojeg su braća Coen... ikad snimila." Novinar Guardiana John Patterson je napisao kako je film dokazao "tehničke sposobnosti Coenovih te njihov osjećaj za krajolik temeljen na zapadnjačkom klasicizmu koji podsjeća na Anthonyja Manna i Sama Peckinpaha, koji se može usporediti sa samo nekoliko živućih redatelja."
Nema zemlje za starce je nominiran za osam Oscara, a osvojio je nagrade za najbolji film, najbolju režiju, najbolji adaptirani scenarij i najboljeg sporednog glumca (Javier Bardem). Osim toga, osvojio je Zlatne globuse za najboljeg sporednog glumca i najbolji scenarij.

## Radnja
Film počinje s kadrom opustjelog i nepreglednog krajolika u zapadnom Teksasu u lipnju 1980. Pripovjedač, lokalni šerif Ed Tom Bell (Tommy Lee Jones) govori o mijenjaju vremena jer regija postaje sve nasilnija. Nakon toga se pojavljuju antagonist Anton Chigurh (Javier Bardem) i njegovo jedinstveno oružje, pištolj za ubijanje stoke. Chigurh zadavi zamjenika šerifa, bježi iz pritvora i ukrade auto koristeći spomenuto oružje kako bi ubio vozača. U međuvremenu, Llewelyn Moss (Josh Brolin), loveći antilope pokraj Rio Grandea, nailazi na gomilu leševa i jednog Meksikanca na samrti: epilog narko biznisa koji je otišao u krivom smjeru. U blizini pronalazi i dva milijuna dolara u torbi. Uzevši novac i ostavivši Meksikanca da umre, Mossa iste noći počne gristi savjest pa se vraća s vodom za umirućeg čovjeka. Ono što je trebalo biti dobro djelo iznenada se pretvara u igru mačke i miša u kojoj se uloge lovca i lovine često izmjenjuju, dok banda Meksikanaca, Moss, Chigurh i Bell love jedni druge i novac diljem Teksasa i Meksika.
Chigurh, profesionalni plaćeni ubojica, unajmljen je kako bi vratio torbu s novcem (u kojoj je skriven i radio transponder čiji drugi dio ima Moss). Chigurh ne oklijeva ubiti bilo koga tko mu se nađe na putu, uključujući one blisko povezane s poslom s drogom, vozače auta koje krade radi prijevoza i ljude koje susreće slučajno. Moss, nesvjestan postojanja transpondera, šalje svoju ženu Carlu Jean (Kelly Macdonald) izvan grada i premješta se iz motela u motel u nastojanju da izbjegne Meksikance i Chigurha. U međuvremenu, Bell izbjegava istragu federalnih vlasti o masakru tijekom narko razmjene i posvećuje se traženju i zaštiti Mossa. Chigurh se uz pomoć svog uređaja za praćenje neumoljivo približava Mossu dok usput pred ljudima koje susreće glumi gospodara sudbine i sreće.
Slijedeći novac Chigurh ubija većinu preostalih Meksikanaca i protivničkog plaćenog ubojicu, Carsona Wellsa (Woody Harrelson). Moss, shvativši da će Chigurh pronaći Carlu Jean i ubiti je, organizira sastanak s njom u El Pasu kako bi joj dao novac i poslao je na sigurno. Svi junaci susreću se u otrcanom hotelu u El Pasu, ali ne u isto vrijeme: šerif Bell i Carla Jean ne dolaze sve dok Moss ne biva ubijen u obračunu s Meksikancima.
Šerif Bell, svjestan da su odvaljene brave Chigurhove metode provale, te noći se vraća u sada mirni motel i pronalazi izvaljenu bravu na vratima Mossove sobe. Chigurh promatra Bella kroz odraz dok Bell stoji ispred vrata misleći se da li bi ušao. Chigurh se skriva iza vrata hotelske sobe. Ostaje nejasno je li šerif opazio Chigurha kroz odraz u odvaljenoj bravi ili Bell osjeća njegovu prisutnost. Bell ugleda da je netko uklonio otvor za ventilaciju koristeći kovanicu umjesto odvijača, što indicira da je novac vjerojatno uzet. Unatoč Chigurhovoj prisutnosti, Bell tiho sjeda na krevet u sobi, a zatim odlazi iz sobe neozlijeđen.
Bell nakon toga posjećuje svog strica Ellisa (Barry Corbin), bivšeg šerifa. Bell se planira umiroviti zbog svoje zabrinutosti oko mijenjanja vremena, ali Ellis ističe da je regija uvijek bila nasilna i optuži Bella zbog "taštine" - zbog vjerovanja da on osobno nešto može promijeniti. Chigurh je u međuvremenu pronašao udovicu Carlu Jean i otišao u njenu kuću kako bi je dočekao nakon što dođe s majčina sprovoda. Iako joj kaže da je "dao Llewelynu svoju riječ" da će umrijeti ako mu Moss ne preda novac, Chigurh se predomišlja - i ponudi Carli Jean istu priliku s bacanjem kovanice koju je prije toga na putu ponudio nevinom promatraču. Za razliku od svog prethodnika, Carla Jean odbija reći glava ili pismo. Chigurh odlazi iz kuće, oprezno provjeravajući đonove na svojim čizmama. Ubrzo biva ozlijeđen u prometnoj nesreći u kojoj slama lijevu ruku: no, uspijeva pobjeći prije dolaska policije.
Film završava s Bellom koji se u svom domu prisjeća svojih životnih izbora. Bell svojoj supruzi (Tess Harper) otkriva dva svoja sna u kojima se pojavio njegov otac, također šerif. Bell otkriva da je u prvom snu izgubio "nešto novca" koji mu je dao otac. U drugom snu su on i njegov otac jahali konje na snježnom planinskom prijevoju. Bell kaže da je njegov otac, koji je nosio vatru u rogu, tiho prošao pokraj njega sagnute glave. Zaključuje da mu je otac "otišao naprijed kako bi zapalio vatru" u noći i hladnoći, a kad Bell dođe ondje, otac će ga čekati. Bell završava san i sam film pripovijedajući, s posljednjim riječima, "A tada sam se probudio."

## Teme i stil
Ne samo da je film iznimno vjerna adaptacija McCarthyjeva romana iz 2005. nego i podsjeća na teme koje su braća Coen koristili u filmovima Suvišna okrutnost i Fargo. Motivi romana, sreća, slobodna volja i sudbina, domaći su teren za Coenove koji su slične teme opisali u tim ranijim radovima. Brojni kritičari naveli su važnost sreće i u romanu i filmu fokusirajući se na Chigurhovu morbidnu igru bacanjem novčića, ali i naglasili da je u filmski medij teško uključiti "autoreflektirajuće kvalitete McCarthyjeva romana."
Scott Foundas u Village Voiceu piše da "Kao i McCarthy, i Coenovi su manje zainteresirani za to tko se (ako bilo tko) izvlači s plijenom nego za primarne sile koje junake tjeraju naprijed... Na kraju, svatko u Nema zemlje za starce je lovac i lovina, članovi ugrožene vrste koja pokušava izbjeći svoje izumiranje." Roger Ebert piše kako "film demonstrira kako se bijedni ljudski osjećaji suočavaju s neumoljivom nepravdom."
Kritičar New York Timesa A.O. Scott ističe da Chigurh, Moss i Bell "okupiraju ekran jedan po jedan, gotovo nikad se ne pojavljujući u istom kadru zajedno, unatoč tome što se njihove sudbine isprepliću."

## Glumci i likovi
- Tommy Lee Jones kao Šerif Ed Tom Bell: Ostarjeli lakonski šerif manjeg gradića. Jones je u rujnu 2008. najavio kako će tužiti Paramount Pictures za 10 milijuna dolara, za koje tvrdi da je zaradio kao honorar za film. Jones je tvrdio kako mu nisu isplaćeni točni bonusi te da su mu pogrešno izračunati troškovi.[10]
- Josh Brolin kao Llewelyn Moss: Zavarivač i vijetnamski veteran koji bježi s dva milijuna dolara od posla s drogom.
- Javier Bardem kao Anton Chigurh: Ubojica unajmljen da vrati ukradeni novac. Lik Chigurha je još jedan u nizu arhetipa "Nezaustavljivog zla" koji se može naći i u drugim filmovima braće Coen iako su htjeli izbjeći jednodimenzionalnost, posebno usporedbe s Terminatorom.[11] Tražili su nekoga "tko je mogao doći s Marsa" kako bi izbjegli osjećaj identificiranja. Braća su predstavila lik na početku filma slično kao u filmu iz 1976., Čovjek koji je pao na Zemlju.[12] Chigurha su nazvali "modernim ekvivalentom Smrti iz filma Sedmi pečat Ingmara Bergmana.[13] Chigurhov jedinstveni izgled izveden je iz fotografije iz 1979. iz knjige Tommyja Lee Jonesa koja je sadržavala slike vlasnika bordela na teksaško-meksičkoj granici.[14] Opisujući svoju neobičnu frizuru, Bardem je rekao, "Ne moraš glumiti frizuru. Frizura glumi sama za sebe." Bardem je pristao na ulogu jer je bio obožavatelj braće Coen još otkad je vidio njihov debi, Suvišna okrutnost.[15]
- Kelly Macdonald kao Carla Jean Moss: Supruga Llewelyna Mossa. Unatoč ozbiljnim bojaznima oko muževih planova da zadrži novac, ona ga i dalje podržava. Macdonald je rekla da je ono što ju je privuklo ulozi bilo to što lik Moss "nije klišeiziran. Ona nije tipičan lik. Isprva mislite jedno o njoj, a na kraju filma shvaćate da nije tako naivna kako se činila".[16]
- Woody Harrelson kao Carson Wells: Drski lovac na glave kojeg je unajmio 'Čovjek koji unajmljuje Wellsa' kako bi presreo Chigurha i uzeo novac.
- Tess Harper kao Loretta Bell: Supruga šerifa Bella koja ga odvraća od njegovih mračnih misli.
- Barry Corbin kao Ellis: Bivši šerif ranjen na dužnosti i prikovan za kolica koji održava lekciju šerifu Bellu, svom nećaku.
- Beth Grant kao Agnes: Majka Carle Jean i Mossova punica. Predstavlja komičan lik iako umire od raka.
- Stephen Root kao Čovjek koji unajmljuje Wellsa. Misteriozna figura koji je očigledno u financiranje posla s drogom i potragu za novcem. Unajmio je Wellsa, Chigurha i Meksikance.
- Gene Jones kao Thomas Thayer: Stariji službenik na benzinskoj postaji koji preživljava susret s Chigurhom zahvaljujući samo sreći.
- Garret Dillahunt kao Wendell: Bellov neiskusni zamjenik.
- Brandon Smith kao Službenik Imigracijskog ureda: Strogi čuvar sa sunčanim naočalama koji pušta Mossa preko granice nakon što je čuo da je bio u Vijetnamu.

## Produkcija
Producent Scott Rudin kupio je prava na roman Nema zemlje za starce Cormaca McCarthyja iz 2005. i predložio braći Coen njegovu ekranizaciju, iako su oni u to vrijeme pokušavali adaptirati roman To the White Sea Jamesa Dickeyja. U kolovozu 2005. braća Coen su pristala napisati i režirati filmsku adaptaciju romana. Bila je to druga adaptacija McCarthyjevih romana, nakon filma Svi lijepi konji 2000.

### Scenarij
Braća su scenarij odlučili ostaviti vjernim književnom predlošku, mijenjajući priču samo ondje gdje je to potrebno. Scenarij je bio toliko sličan knjizi da je Ethan opisao proces pisanja riječima, "Jedan od nas tipka na kompjuteru dok drugi drži hrbat knjige otvorenim." Odbjegli tinejdžer koji se pojavljivao na kraju filma i podzaplet u vezi Bella bili su izbačeni. Još jedna promjena bila je i reakcija Carle Jean Moss nakon što se konačno suočila sa zastrašujućom figurom Chigurha. Kao što je Kelly MacDonald objasnila CanMagu: "Kraj knjige je drugačiji. Ona reagira na način na koji ja reagiram. Ona se raspada. U filmu je ona prošla toliko toga da više ništa ne može izgubiti. No, ona to shvaća s tihim odobravanjem."
Scenarij je prepoznatljiv po minimalnom korištenju dijaloga, uz oslanjanje na snimke i montažu kako bi se stvorila dramska tenzija. Josh Brolin je opisao svoju prvotnu nervozu zbog manjka dijaloga:
Bio je to strah, ozbiljno, jer je dijalog nešto na što se oslanjate kao glumac, znate? (...) Drama i sve druge stvari su motivirane dijalogom. Morate smisliti druge načine kako bi uobličili ideje. Ne želite to previše kompenzirati jer vas je strah da ćete postati dosadni ako se ništa ne događa. Počnete raditi to i to i skidati šešir i vraćati ga natrag ili neko sranje kojem tu nije mjesto. Dakle, da, u početku sam bio uplašen zbog toga.

### Casting
Glumci Javier Bardem i Tommy Lee Jones počeli su pregovore za uloge u veljači 2006. Jones je bio prvi glumac koji je službeno postao član glumačke postave filma. Braća Coen su smatrali kako se Jones uklapa u ulogu jer su htjeli izbjeći sentimentalnost te da publika ne shvati lik kao Charleyja Weavera. Hvaleći Jonesovu izvedbu, Coenovi su rekli, "On je iz San Sabe u Teksasu, nedaleko od mjesta u kojem se odvija film. On je prava stvar što se te regije tiče." Joel Coen je u intervjuu s Emanuelom Levyjem objasnio razloge angažiranja Tommyja Lee Jonesa:
Postoji jako malo ljudi koji bi mogli odigrati ovakvu ulogu (...) Šerif Bell je duša filma i također, na fundamentalni način, regija je u velikoj mjeri dio šerifa Bella, zato smo htjeli osobu koja bi to shvatila (...) To je uloga koja zahtijeva profinjenost koju posjeduja samo uistinu sjajan glumac. Opet, popis takvih je prilično kratak, zato kad spojite ta dva kriterija, dobijete Tommyja Lee Jonesa. Kad si Teksašanin, regija je dio tvoje jezgre.
Josh Brolin pridružio se Jonesu u travnju, prije početka produkcije. Robert Rodriguez i Quentin Tarantino snimili su Brolinovu prvu audiciju za film na kameri Genesis vrijednoj milijun dolara tijekom ručka za vrijeme snimanja Grindhousea. No, Brolin nije bio prvi izbor za ulogu Llewelyna. Drugi glumci kojima je ponuđena uloga, uključujući Heatha Ledgera, koji je ulogu kako bi se odmorio od glume. Prema Brolinovim riječima, jedina reakcija Coenovih na snimku audicije bila je, "Tko je to?" Dodao je kako je dobio poziv od redatelja jedino zbog upornosti svojih agenata:
Kako sam poslije saznao, bila je to njihova zadnja casting audicija, bili su zainteresirani za nekoliko glumaca. Nazvali su me noć prije i rekli, u biti, nemaš što izgubiti. 'Ostavite nas na miru, neka dođe.' Proučio sam nekoliko scena i došao i upoznao se s njima. Izašao sam razmišljajući, 'Bilo je sjajno upoznati Coenove. Veliki sam njihov obožavatelj. To je super. Kad sam došao kući, saznao sam da žele da nastupim u filmu.
Brolin je nekoliko dana prije početka snimanja slomio ključnu kost u motocilističkoj nesreći; no, on i njegov liječnik nisu otkrili pravu istinu o težini ozljede Coenovima pa su mu dopustili da nastavi sa snimanjem.
Coenovi su kasnije napisali članak za časopis Esquire nazvan "Josh Brolin, the Casting Mistake of the Year" ("Josh Brolin, casting pogreška godine"), u kojem su ustvrdili da su mislili kako su Brolina uzeli za ulogu ostarjelog vijetnamskog veterana, a nakon što su shvatili svoju pogrešku bili su prisiljeni smjestiti film u 1980., te neuspješno pokušali zamijeniti Tommyja Lee Jonesa Shiom LaBeoufom.
Agent Kelly Macdonald isprva nije bio siguran je li ona pravi izbor za ulogu Mossove žene, a Macdonald se navodno morala "boriti za ulogu". Njezina se upornost isplatila jer je bila nominirana za BAFTA-u za najbolju sporednu glumicu.

### Snimanje
Projekt je bio koprodukcija Miramaxa i Paramounta u omjeru 50:50, a produkcija je trebala početi u svibnju 2006. u Novom Meksiku i Teksasu. S budžetom od 25 milijuna dolara, produkcija se trebala odvijati u novomeksičkim gradovima Las Vegasu i Santa Feu kao i u državi Teksas. Producenti su za dio produkcije u Novom Meksiku namjeravali potrošiti između 12 i 17 milijuna dolara. Film je većim dijelom snimljen u Novom Meksiku, uključujući grad Las Vegas, koji je trebao zamijeniti Eagle Pass. Most na granici SAD-a i Meksika je zapravo prijelaz autoceste u Las Vegasu. Druge scene snimljene su oko Marfe i Sadisiara u zapadnom Teksasu, dok je scena na gradskom trgu snimljena u Piedras Negrasu, Coahuila u Meksiku.
Snimatelj Roger Deakins, kojemu je to bila deveta suradnja s Coenovima, rekao je o svojem pristupu: "Veliki izazov na Nema zemlje za starce bio je kako sve učiniti realističnim, kako bi odgovaralo priči. Još je rano, ali mislim da bi to trebalo napraviti u oštrom i mračnom stilu. Ne toliko stilizirano."

### Režija
Jedan od utjecaja na braću Coen bili su radovi Sama Peckinpaha. U intervjuu za Guardian, rekli su "Čvrsti muškarci na jugozapadu pucaju jedni na druge - to je definitivno u stilu Sama Peckinpaha. Bili smo svjesni tih sličnosti, apsolutno." U intervjuu za Sydney Morning Herald, Coenovi su govorili o koreografiranju i režiranju scena nasilja u filmu: "To je bilo tako zabavno raditi, rekla su braća na opasku o njihovoj sposobnosti za prikazivanje krvoprolića. 'Čak bi i Javier pri kraju filma došao, protrljao ruke i rekao, "OK, koga danas ubijam?' dodao je Joel. 'Zabavno je to smišljati', rekao je Ethan. 'Zabavno je smišljati kako to koreografirati, kako snimiti, kako zainteresirati publiku da to gleda."
Josh Brolin govorio je i o redateljskom stilu braće: "Kažu samo ono što trebaju reći. Ne sjede ondje kao redatelji i manipuliraju tobom stranicu po stranicu kako bi te uputili. Oni znaju doći i reći riječ ili dvije, zato je bilo lijepo raditi s njima. Što bih sada trebao raditi? Samo pogledam Ethana kako mumlja sebi u bradu i korača okolo. Možda bih i ja to trebao raditi."

### Glazba i zvuk
Coenovi su radili protiv holivudskih konvencija i minimizirali upotrebu glazbe pa su veliki dijelovi filma ostali bez glazbenih dijelova. Ideja je bila Ethanova, koji je uvjerio skeptičnog Joela da je realiziraju. U filmu ipak ima nešto glazbe koju je skladao njihov dugogodišnji suradnik Carter Burwell, ali čak i ona odudara od konvencija korištenjem glazbene zdjele i budističkih zvona koji reproduciraju minimalistički zvuk koji je bio potreban za soundtrack. U filmu glazbe ima svega 16 minuta, uključujući onu u odjavnoj špici, iako film završava i odmah prelazi na špicu bez glazbe koja svira dok se prikazuju imena članova filmske ekipe. Montažu zvuka i efekte odradio je dugogodišnji suradnik Coenovih, Skip Livesay, koji je kombinirao snažne zvukove (pucnjeve oružja) i ambijentalne zvukove (buku motora, prerijske vjetrove). Zvuk pištolja za ubijanje stoke je zapravo bio zvuk pneumatičkog pištolja za čavle.

## Premijera

### Kino premijera
Nema zemlje za starce premijerno je prikazan na Filmskom festivalu u Cannesu 19. svibnja 2007. Komercijalna premijera bila je u 28 kina u Sjedinjenim Državama 9. studenog 2007. uz zaradu od 1,226,333 dolara tijekom prvog vikenda. 21. studenog film je objavljen u 860 kina uz zaradu od 7,776,773 dolara u prvom vikendu. Prema podacima od 9. ožujka 2008., film je u Americi zaradio 72,659,000 dolara.

### Kućna izdanja
Buena Vista Home Entertainment objavio je u SAD-u 11. ožujka 2008. DVD i Blu-ray izdanje. Jedini dodaci bili su tri kratka filma o snimanju.

## Kritike
Prema podacima na Rotten Tomatoes od 19. ožujka 2008., 194 od 209 recenzija je bilo je pozitivno, dok je taj iznos na Metacriticu 91 posto na osnovi 37 kritika. Film je najavljivan kao kandidat za više Oscara, prije nego što je dobio osam nominacija. Osvojio je četiri. Javier Bardem je dobio najviše pohvala. Roger Ebert dao je filmu četiri zvjezdice rekavši da je film "majstorsko prizivanje vremena, mjesta, karaktera, moralnih izbora, nemoralnih izvjesnosti, ljudske prirode i sudbine." Jedan od rijetkih nezadovoljnika bio je Jonathan Rosenbaum iz Chicago Readera koji je, iako pohvalivši vizualni dio, doveo u pitanje moralnu kažnjivost: za njega, Coenovi su dosta vremena utrošili na prikaz užasa, ohrabrujući nas da "licemjerno klimamo glavama na svu tu žalost."
David Stratton i Margaret Pomeranz su dali filmu pet zvjezdica. Stratton je napisao "ovaj veličanstveni film predstavlja najbolje djelo braće Coen koje su snimili poslije Fargoa. Kao i taj filmski klasik, i ovo je hladnokrvni triler s crnohumornim odmakom" te da ga " ni Hitchcock ne bi bolje snimio." Pomeranz je napisala "odjekuje u meni. Ima takav osjećaj za mjesto i jezik."
Richard Corliss iz Timea proglasio je film jednim od deset najboljih 2007., stavivši ga na prvo mjesto. Posebno je hvalio Javiera Bardema u ulozi Chigurha nazvavši ga "hipnotizirajućim" i "izvanrednim". Drugi kritičar Timea, Richard Schickel, uvrstio je film na 2. mjesto najboljih filmova godine rekavši kako je film braću Coen vratio na "njihov najbolji emocionalni teritorij Fargoa i Millerova raskrižja, mjesto na kojem koegzistiraju nevinost i neposredno nasilje. Ne znate hoćete li se smijati ili plakati, ali ne možete skrenuti pogled s rezultirajućeg kaosa."

### Top deset ljestvice
Film se pojavio na mnogim top deset ljestvicama kritičara (354), više nego bilo koji drugi film iz 2007., a 90 puta je završio na prvom mjestu, više nego bilo koji drugi. Ovo su neke od poznatijih ljestvica kritičara:
| - 1. – Christy Lemire, Associated Press - 1. – David Germain, Associated Press - 1. – Jack Mathews, New York Daily News - 1. – Liam Lacey and Rick Groen, The Globe and Mail - 1. – Noel Murray, The A.V. Club - 1. – Peter Hartlaub, San Francisco Chronicle - 1. – Peter Travers, Rolling Stone - 1. – Rene Rodriguez, The Miami Herald - 1. – Richard Corliss, Time - 1. – Scott Tobias, The A.V. Club - 1. – Tasha Robinson, The A.V. Club - 1. – Wesley Morris, The Boston Globe - 2. – Desson Thomson, The Washington Post - 2. – Glen Kenny, Premiere - 2. – James Berardinelli, ReelViews - 2. – Keith Phipps, The A.V. Club - 2. – Richard Roeper, Chicago Sun-Times - 2. – Lisa Schwarzbaum, Entertainment Weekly - 2. – Marc Savlov, The Austin Chronicle - 2. – Richard Schickel, Time - 2. – Roger Ebert, Chicago Sun-Times | - 2. – Ty Burr, The Boston Globe - 3. – Frank Scheck, The Hollywood Reporter - 3. – Lou Lumenick, New York Post - 3. – Mike Russell, The Oregonian - 3. – Shawn Levy, The Oregonian - 4. – Kevin Crust, Los Angeles Times - 4. – Marjorie Baumgarten, The Austin Chronicle - 4. – Mick LaSalle, San Francisco Chronicle - 4. – Nathan Rabin, The A.V. Club - 5. – David Ansen, Newsweek - 6. – Scott Foundas, LA Weekly (zajedno s filmom Ubojstvo Jesseja Jamesa od kukavice Roberta Forda) - 6. – Stephen Holden, The New York Times - 7. – Kyle Smith, New York Post - 7. – Peter Rainer, The Christian Science Monitor - 8. – Kenneth Turan, Los Angeles Times - 9. – Michael Sragow, The Baltimore Sun - 9. – Steven Rea, The Philadelphia Inquirer |

### Nagrade i nominacije
Nema zemlje za starce bio je nominiran za osam Oscara, a osvojio je četiri, uključujući najbolji film. Osim toga, Javier Bardem je nagrađen kao najbolji sporedni glumac; braća Coen osvojila su Oscara za režiju te adaptirani scenarij. Film je bio nominiran i za najbolju montažu (braća Coen kao Roderick Jaynes), najbolju fotografiju (Roger Deakins), najbolju montažu zvuka i najbolji zvuk. "Roderick Jaynes" je pseudonim Coenovih koji montiraju svoje filmove. Da je film osvojio nagradu za montažu, nagradu ne bi nitko primio jer braća ne žele javno reći da su zapravo oni g. Jaynes.
Film je bio nominiran i za četiri Zlatna globusa, a osvojio je dva. Javier Bardem je osvojio nagradu za najboljeg sporednog glumca, a braća Coen za najbolji scenarij. Film je bio nominiran i za najbolji dramski film i najbolju režiju (braća Coen). Ranije te godine bio je nominiran za Zlatnu palmu na Filmskom festivalu u Cannesu. Ceh filmskih glumaca dodijelio je nagradu za najbolju glumačku postavu. Film je 26. siječnja 2008. osvojio nagradu za najbolje redatelje Ceha redatelja za braću Coen. Nominiran je i za devet BAFTA nagrada, a osvojio ih je tri: Coenovi za režiju, Roger Deakins za fotografiju te Javier Bardem za najboljeg sporednog glumca.
| Udruženje/nagrada                                                    | Kategorija                                                                    | Pobjednik/Nominirani | Rezultat |
| -------------------------------------------------------------------- | ----------------------------------------------------------------------------- | --- | -------- |
| Američki filmski montažeri                                           | Najbolje montirani dugometražni film – drama                                  | Roderick Jaynes | Ne       |
| Američko casting društvo                                             | Najbolji casting - studijski dugometražni film – drama                        | Ellen Chenoweth i Jo Edna Boldin | Da       |
| Američko društvo snimatelja                                          | Najbolja fotografija                                                          | Roger Deakins | Ne       |
| Australski krug filmskih kritičara                                   | Najbolji strani film - engleski jezik                                         | Joel i Ethan Coen | Da       |
| BAFTA nagrade                                                        | Najbolja fotografija                                                          | Roger Deakins | Da       |
| BAFTA nagrade                                                        | Najbolja montaža                                                              | Roderick Jaynes | Ne       |
| BAFTA nagrade                                                        | Najbolja sporedna glumica                                                     | Kelly Macdonald | Ne       |
| BAFTA nagrade                                                        | Najbolja režija                                                               | Joel i Ethan Coen | Da       |
| BAFTA nagrade                                                        | Najbolji adaptirani scenarij                                                  | Joel i Ethan Coen | Ne       |
| BAFTA nagrade                                                        | Najbolji film                                                                 | Scott Rudin, Joel i Ethan Coen | Ne       |
| BAFTA nagrade                                                        | Najbolji sporedni glumac                                                      | Javier Bardem | Da       |
| BAFTA nagrade                                                        | Najbolji sporedni glumac                                                      | Tommy Lee Jones | Ne       |
| BAFTA nagrade                                                        | Najbolji zvuk                                                                 | Peter F. Kurland, Skip Lievsay, Craig Berkey i Greg Orloff                                                                                           | Ne       |
| Ceh američkih glumaca                                                | Najbolja glumačka postava                                                     | Javier Bardem, Josh Brolin, Garret Dillahunt, Tess Harper, Woody Harrelson, Tommy Lee Jones, Kelly Macdonald                                         | Da       |
| Ceh američkih glumaca                                                | Najbolji sporedni glumac                                                      | Javier Bardem | Da       |
| Ceh američkih glumaca                                                | Najbolji sporedni glumac                                                      | Tommy Lee Jones | Ne       |
| Ceh američkih producenata                                            | Filmski producent godine                                                      | Scott Rudin, Joel i Ethan Coen | Da       |
| Ceh američkih redatelja                                              | Najbolji film                                                                 | Joel i Ethan Coen, redatelji Robert J. Graf, scenograf, Betsy Magruder, prva pomoćnica redatelja, Bac DeLorme i Jai James, drugi pomoćnici redatelja | Da       |
| Ceh američkih scenarista                                             | Najbolji adaptirani scenarij                                                  | Joel i Ethan Coen | Da       |
| Ceh američkih scenografa                                             | Najbolja scenografija                                                         | Jess Gonchor, John P. Goldsmith i Deborah Jensen | Da       |
| Društvo Cinema Audio                                                 | Najbolje miksanje zvuka                                                       | Peter F. Kurland, Skip Lievsay, Craig Berkey i Greg Orloff                                                                                           | Da       |
| Društvo filmskih kritičara Bostona                                   | Najbolji film                                                                 | Najbolji film | Da       |
| Društvo filmskih kritičara Bostona                                   | Najbolji sporedni glumac                                                      | Javier Bardem | Da       |
| Društvo filmskih kritičara Las Vegasa                                | Najbolji film                                                                 | Joel i Ethan Coen | Da       |
| Društvo filmskih kritičara Las Vegasa                                | Najbolji redatelj                                                             | Joel i Ethan Coen | Da       |
| Društvo filmskih kritičara Las Vegasa                                | Najbolji sporedni glumac                                                      | Javier Bardem | Da       |
| Društvo filmskih kritičara Phoenixa                                  | Najbolja glumačka postava                                                     | Najbolja glumačka postava | Da       |
| Društvo filmskih kritičara Phoenixa                                  | Najbolja montaža                                                              | Joel i Ethan Coen | Da       |
| Društvo filmskih kritičara Phoenixa                                  | Najbolji adaptirani scenarij                                                  | Joel i Ethan Coen | Da       |
| Društvo filmskih kritičara Phoenixa                                  | Najbolji film                                                                 | | Da       |
| Društvo filmskih kritičara Phoenixa                                  | Najbolji redatelj                                                             | Joel i Ethan Coen | Da       |
| Društvo filmskih kritičara Phoenixa                                  | Najbolji sporedni glumac                                                      | Javier Bardem | Da       |
| Društvo filmskih kritičara San Diega                                 | Najbolja fotografija                                                          | Roger Deakins | Da       |
| Društvo filmskih kritičara San Diega                                 | Najbolja glumačka postava                                                     | | Da       |
| Društvo filmskih kritičara San Diega                                 | Najbolji film                                                                 | | Da       |
| Društvo filmskih kritičara San Diega                                 | Najbolji sporedni glumac                                                      | Tommy Lee Jones | Da       |
| Društvo internetskih filmskih kritičara                              | Najbolja fotografija                                                          | Roger Deakins | Da       |
| Društvo internetskih filmskih kritičara                              | Najbolja sporedna glumica                                                     | Kelly Macdonald | Ne       |
| Društvo internetskih filmskih kritičara                              | Najbolja montaža                                                              | Joel i Ethan Coen | Da       |
| Društvo internetskih filmskih kritičara                              | Najbolji adaptirani scenarij                                                  | Joel i Ethan Coen | Da       |
| Društvo internetskih filmskih kritičara                              | Najbolji film                                                                 | | Da       |
| Društvo internetskih filmskih kritičara                              | Najbolji redatelj                                                             | Joel i Ethan Coen | Da       |
| Društvo internetskih filmskih kritičara                              | Najbolji sporedni glumac                                                      | Javier Bardem | Da       |
| Filmski festival u Cannesu                                           | Zlatna palma                                                                  | Zlatna palma | Ne       |
| Krug filmskih kritičara Floride                                      | Najbolja fotografija                                                          | Roger Deakins | Da       |
| Krug filmskih kritičara Floride                                      | Najbolji film                                                                 | Joel i Ethan Coen | Da       |
| Krug filmskih kritičara Floride                                      | Najbolji redatelj                                                             | Joel i Ethan Coen | Da       |
| Krug filmskih kritičara Floride                                      | Najbolji sporedni glumac                                                      | Javier Bardem | Da       |
| Krug filmskih kritičara Kansas Cityja                                | Najbolji adaptirani scenarij                                                  | Joel i Ethan Coen | Da       |
| Krug filmskih kritičara Kansas Cityja                                | Najbolji sporedni glumac                                                      | Javier Bardem | Da       |
| Krug filmskih kritičara Londona                                      | Britanska sporedna glumica godine                                             | Kelly Macdonald | Da       |
| Krug filmskih kritičara Londona                                      | Film godine                                                                   | Joel i Ethan Coen | Da       |
| Krug filmskih kritičara Londona                                      | Redatelj godine                                                               | Joel i Ethan Coen | Ne       |
| Krug filmskih kritičara Londona                                      | Scenarist godine                                                              | Joel i Ethan Coen | Ne       |
| Krug filmskih kritičara New Yorka                                    | Najbolji film                                                                 | Najbolji film | Da       |
| Krug filmskih kritičara New Yorka                                    | Najbolji redatelj                                                             | Joel i Ethan Coen | Da       |
| Krug filmskih kritičara New Yorka                                    | Najbolji scenarij                                                             | Joel i Ethan Coen | Da       |
| Krug filmskih kritičara New Yorka                                    | Najbolji sporedni glumac                                                      | Javier Bardem | Da       |
| Krug filmskih kritičara San Francisca                                | Najbolji redatelj                                                             | Joel i Ethan Coen | Da       |
| Krug filmskih kritičara Vancouvera                                   | Najbolji film                                                                 | Najbolji film | Da       |
| Krug filmskih kritičara Vancouvera                                   | Najbolji redatelj                                                             | Joel i Ethan Coen | Da       |
| Krug filmskih kritičara Vancouvera                                   | Najbolji sporedni glumac                                                      | Javier Bardem | Da       |
| MTV filmske nagrade                                                  | Najbolji negativac                                                            | Javier Bardem | Ne       |
| Nacionalni ured za kritiku                                           | Najbolja glumačka postava                                                     | Najbolja glumačka postava | Da       |
| Nacionalni ured za kritiku                                           | Najbolji adaptirani scenarij                                                  | Joel i Ethan Coen | Da       |
| Nacionalni ured za kritiku                                           | Najbolji film                                                                 | | Da       |
| Nagrada Chlotrudis                                                   | Najbolji adaptirani scenarij                                                  | Joel i Ethan Coen | Ne       |
| Nagrada Chlotrudis                                                   | Najbolji film                                                                 | | Ne       |
| Nagrada Chlotrudis                                                   | Najbolji glumački ansambl                                                     | | Ne       |
| Nagrada Chlotrudis                                                   | Najbolji redatelj                                                             | Joel i Ethan Coen | Ne       |
| Nagrada Chlotrudis                                                   | Najbolji sporedni glumac                                                      | Javier Bardem | Ne       |
| Nagrada David di Donatello                                           | Najbolji strani film                                                          | Joel i Ethan Coen | Da       |
| Nagrada Key Art                                                      | Reklamna kampanja godine                                                      | Reklamna kampanja godine | Da       |
| Nagrada Satellite                                                    | Najbolja montaža                                                              | Joel i Ethan Coen | Ne       |
| Nagrada Satellite                                                    | Najbolji adaptirani scenarij                                                  | Joel i Ethan Coen | Ne       |
| Nagrada Satellite                                                    | Najbolji film – drama                                                         | Najbolji film – drama | Da       |
| Nagrada Satellite                                                    | Najbolji glumac - drama                                                       | Josh Brolin | Ne       |
| Nagrada Satellite                                                    | Najbolji redatelj                                                             | Joel i Ethan Coen | Da       |
| Nagrada Satellite                                                    | Najbolji sporedni glumac                                                      | Javier Bardem | Ne       |
| Nagrada Zlatni foršpan                                               | Najbolja drama                                                                | Najbolja drama | Da       |
| Nagrada Zlatni foršpan                                               | Najbolji TV triler spot                                                       | Spot Friend-o | Da       |
| Oscari                                                               | Najbolja fotografija                                                          | Roger Deakins | Ne       |
| Oscari                                                               | Najbolja montaža                                                              | Roderick Jaynes | Ne       |
| Oscari                                                               | Najbolja montaža zvuka                                                        | Skip Lievsay | Ne       |
| Oscari                                                               | Najbolje miksanje zvuka                                                       | Skip Lievsay, Craig Berkey, Greg Orloff i Peter Kurland                                                                                              | Ne       |
| Oscari                                                               | Najbolji adaptirani scenarij                                                  | Joel i Ethan Coen | Da       |
| Oscari                                                               | Najbolji film                                                                 | Scott Rudin, Joel i Ethan Coen | Da       |
| Oscari                                                               | Najbolji redatelj                                                             | Joel i Ethan Coen | Da       |
| Oscari                                                               | Najbolji sporedni glumac                                                      | Javier Bardem | Da       |
| Udruženje australskih filmskih kritičara                             | Najbolji prekomorski film                                                     | Najbolji prekomorski film | Da       |
| Udruženje filmskih kritičara Chicaga                                 | Najbolja fotografija                                                          | Roger Deakins | Ne       |
| Udruženje filmskih kritičara Chicaga                                 | Najbolji adaptirani scenarij                                                  | Joel i Ethan Coen | Da       |
| Udruženje filmskih kritičara Chicaga                                 | Najbolji film                                                                 | | Da       |
| Udruženje filmskih kritičara Chicaga                                 | Najbolji redatelj                                                             | Joel i Ethan Coen | Da       |
| Udruženje filmskih kritičara Chicaga                                 | Najbolji sporedni glumac                                                      | Javier Bardem | Da       |
| Udruženje filmskih kritičara Dallas-Fort Wortha                      | Najbolji film                                                                 | Najbolji film | Da       |
| Udruženje filmskih kritičara Dallas-Fort Wortha                      | Najbolji redatelj                                                             | Joel i Ethan Coen | Da       |
| Udruženje filmskih kritičara Dallas-Fort Wortha                      | Najbolji sporedni glumac                                                      | Javier Bardem | Da       |
| Udruženje filmskih kritičara Jugoistoka                              | Najbolji adaptirani scenarij                                                  | Joel i Ethan Coen | Da       |
| Udruženje filmskih kritičara Jugoistoka                              | Najbolji film                                                                 | | Da       |
| Udruženje filmskih kritičara Jugoistoka                              | Najbolji redatelj                                                             | Joel i Ethan Coen | Da       |
| Udruženje filmskih kritičara Jugoistoka                              | Najbolji sporedni glumac                                                      | Javier Bardem | Da       |
| Udruženje filmskih kritičara Središnjeg Ohija                        | Najbolji adaptirani scenarij                                                  | Joel i Ethan Coen | Da       |
| Udruženje filmskih kritičara Središnjeg Ohija                        | Najbolji glumački ansambl                                                     | | Da       |
| Udruženje filmskih kritičara Središnjeg Ohija                        | Najbolji film                                                                 | | Da       |
| Udruženje filmskih kritičara Središnjeg Ohija                        | Najbolji redatelj                                                             | Joel i Ethan Coen | Da       |
| Udruženje filmskih kritičara Središnjeg Ohija                        | Najbolji sporedni glumac                                                      | Javier Bardem | Da       |
| Udruženje filmskih kritičara Toronta                                 | Najbolji film                                                                 | Najbolji film | Da       |
| Udruženje filmskih kritičara Toronta                                 | Najbolji redatelj                                                             | Joel i Ethan Coen | Da       |
| Udruženje filmskih kritičara Toronta                                 | Najbolji scenarij                                                             | Joel i Ethan Coen | Da       |
| Udruženje filmskih kritičara Toronta                                 | Najbolji sporedni glumac                                                      | Javier Bardem | Da       |
| Udruženje filmskih kritičara Washingtona                             | Najbolja glumačka postava                                                     | Najbolja glumačka postava | Da       |
| Udruženje filmskih kritičara Washingtona                             | Najbolji film                                                                 | | Da       |
| Udruženje filmskih kritičara Washingtona                             | Najbolji redatelj                                                             | Joel i Ethan Coen | Da       |
| Udruženje filmskih kritičara Washingtona                             | Najbolji sporedni glumac                                                      | Javier Bardem | Da       |
| Udruženje televizijskih, radijskih i internetskih filmskih kritičara | Najbolja glumačka postava                                                     | Najbolja glumačka postava | Ne       |
| Udruženje televizijskih, radijskih i internetskih filmskih kritičara | Najbolji film                                                                 | Najbolji film | Da       |
| Udruženje televizijskih, radijskih i internetskih filmskih kritičara | Najbolji redatelj                                                             | Joel i Ethan Coen | Da       |
| Udruženje televizijskih, radijskih i internetskih filmskih kritičara | Najbolji scenarist                                                            | Joel i Ethan Coen | Ne       |
| Udruženje televizijskih, radijskih i internetskih filmskih kritičara | Najbolji sporedni glumac                                                      | Javier Bardem | Da       |
| Zlatna rola                                                          | Najbolja montaža zvuka: dijalog i prirodni zvukovi za dugometražni film       | Skip Lievsay,Craig Berkey, Byron Wilson i Kenton Jakub                                                                                               | Ne       |
| Zlatna rola                                                          | Najbolja montaža zvuka: zvučni efekti i prirodni zvukovi za dugometražni film | Skip Lievsay, Craig Berkey, Derek Vanderhorst, Catherine Harper i Christopher Moriana                                                                | Ne       |
| Zlatni globusi                                                       | Najbolja režija                                                               | Joel i Ethan Coen | Ne       |
| Zlatni globusi                                                       | Najbolji film – drama                                                         | | Ne       |
| Zlatni globusi                                                       | Najbolji scenarij                                                             | Joel i Ethan Coen | Da       |
| Zlatni globusi                                                       | Najbolji sporedni glumac                                                      | Javier Bardem | Da       |

## Vanjske poveznice
- Službena stranica  Arhivirana inačica izvorne stranice od 20. veljače 2008. (Wayback Machine)
- Službena kanadska stranica  Arhivirana inačica izvorne stranice od 18. prosinca 2014. (Wayback Machine)
- Nema zemlje za starce u internetskoj bazi filmova IMDb-a
- Nema zemlje za starce na Rotten Tomatoes
- Nema zemlje za starce na Box Office Mojo